# Международни отношения
 Тази статия е за отношенията между държавите.  За списанието вижте Международни отношения (списание).  
Международните отношения са съвкупност от икономически, политически, правни, дипломатически и други връзки между държавите и системите от държави, между основните социални слоеве, класи, между основните социални, политически сили, организации и обществени движения, действащи на международната сцена, т.е. това са взаимоотношенията между народите.

## Университетска специалност

### В България
Много често, когато се говори конкретно за специалността „Международни отношения“ в България, се имат предвид най-вече политическите, идеологическите, дипломатическите, културните и икономическите взаимоотношения между отделните субекти от международната система. Икономическите връзки се изучават основно от друга специалност с международен приоритет – МИО. Основен фокус на Международните икономически отношения (МИО) са националните икономики на държавите. Първата катедра по Международни отношения е създадена във ВИИ „Карл Маркс“, днес УНСС.

## Институции и международни организации
- Организация на обединените нации (ООН)

### Икономически институции
- Азиатска банка за развитие
- Международен валутен фонд
- Световна търговска организация
- Световната банка

### Международни правни институции

#### Човешки права
- Европейски съд по правата на човека
- Международен наказателен съд

#### Правни
- Европейски съд
- Международен съд